# Jaani
Jaani je vesnice na pobřeží největšího estonského ostrova Saaremaa v Baltském moři v kraji Saaremaa v Estonsku.

## Další informace
V roce 1438 zde bylo Livonským řádem (autonomní větví Řádu německých rytířů) zřízeno leprosárium (Spittelhof). Před správní reformou estonska v roce 2017, vesnice patřila do dnes již zaniklé obce Orissaare. Kromě místních domů, autobusové zastávky, kempu, klidného pobřeží a malého vesnického přístavu, se vesnici nachází památkově chráněný kamenný barokní kostel Saaremaa Jaani kirik. Patronem tohoto kostela je svatý Jan Almužník (Ioannes Eleemosynarius), který žil v letech cca 560 až 619 nebo 620. Evangelická luteránská farnost byla v Jaani založená v roce 1675. Hlavní budova kostela byla postavena během Severní války pravděpodobně v roce 1703.
K 31. prosinci 2011 měla vesnice 15 obyvatel a 31. prosinci 2021 měla 7 obyvatel.

## Galerie

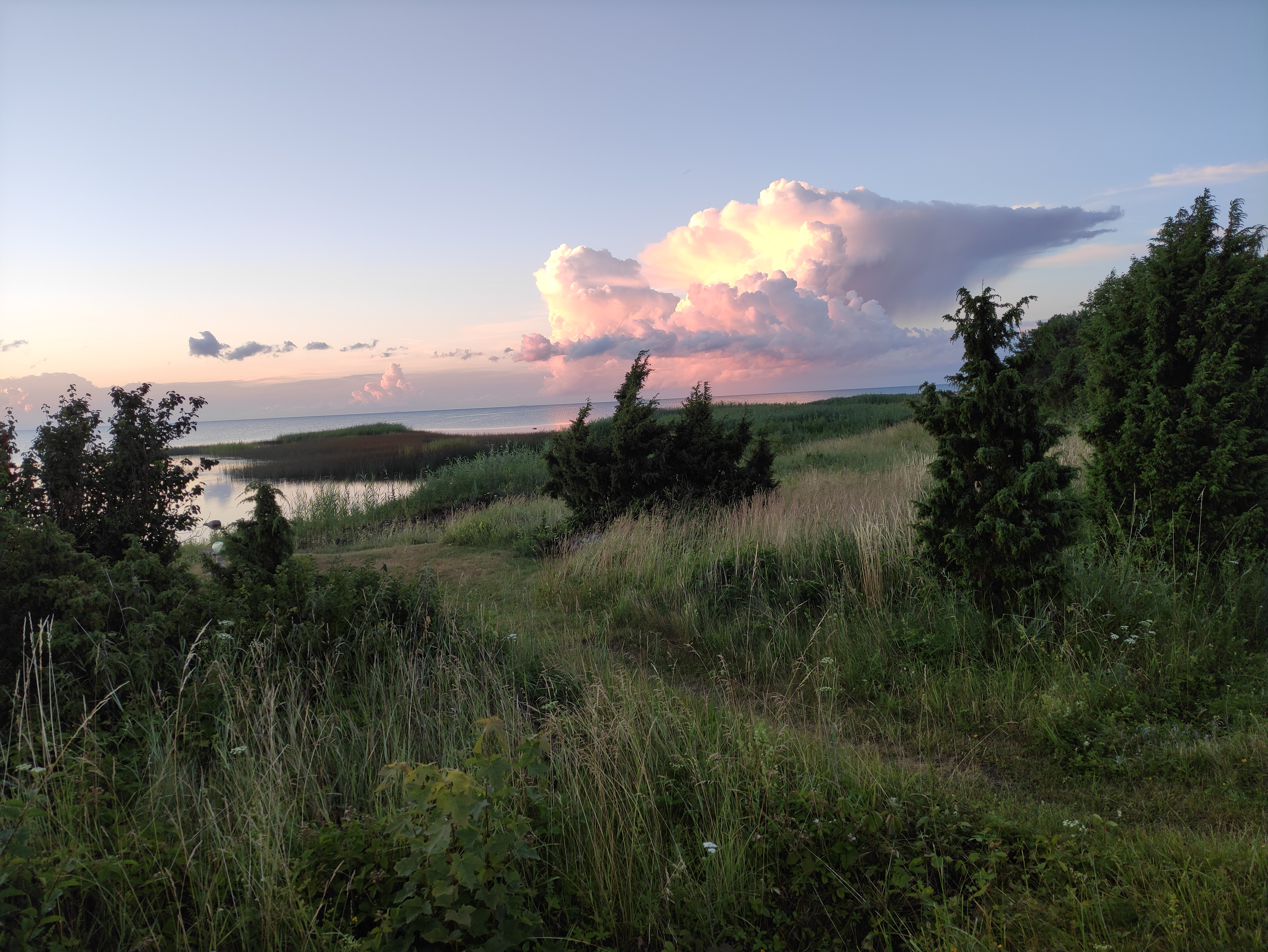
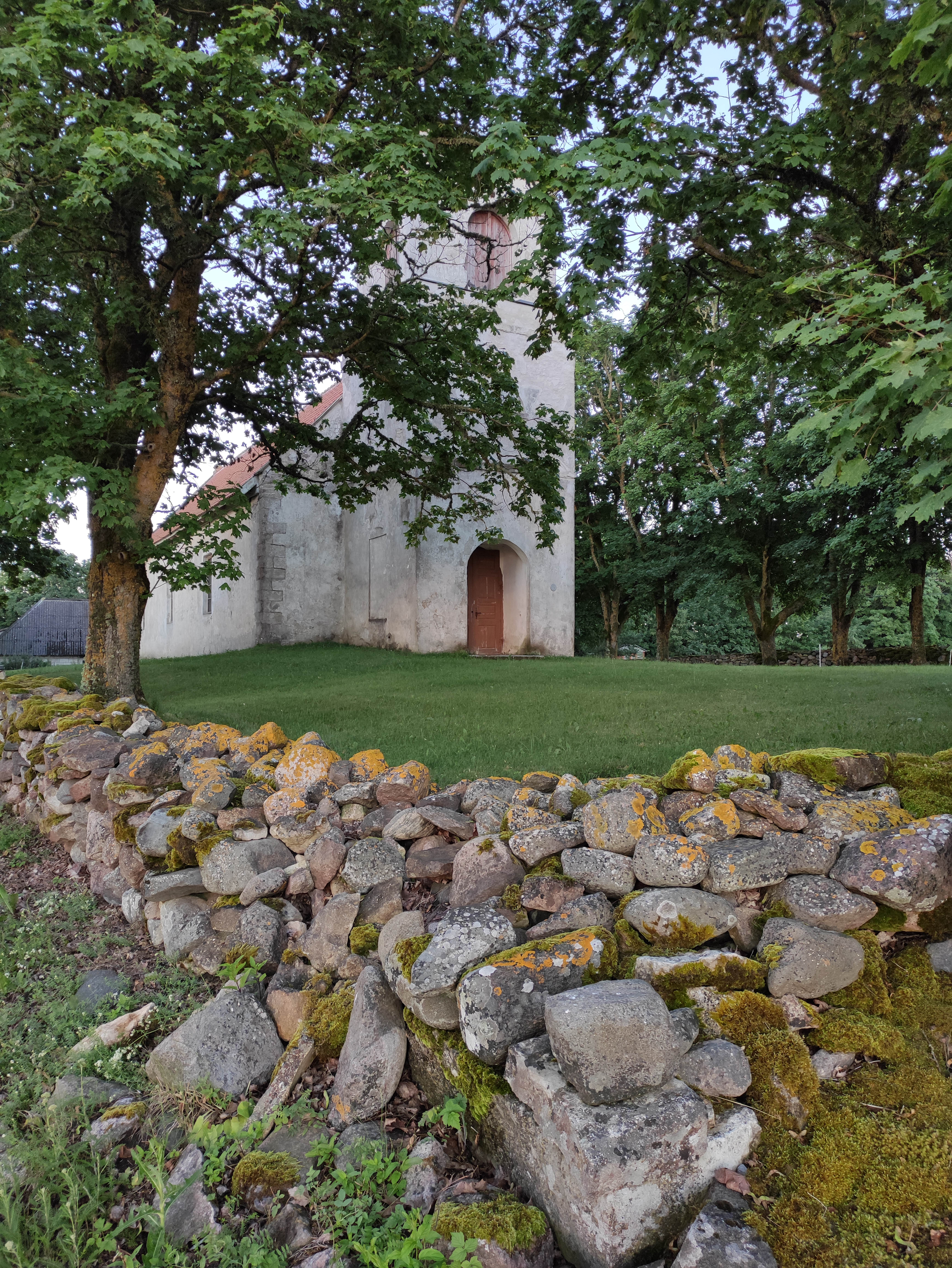
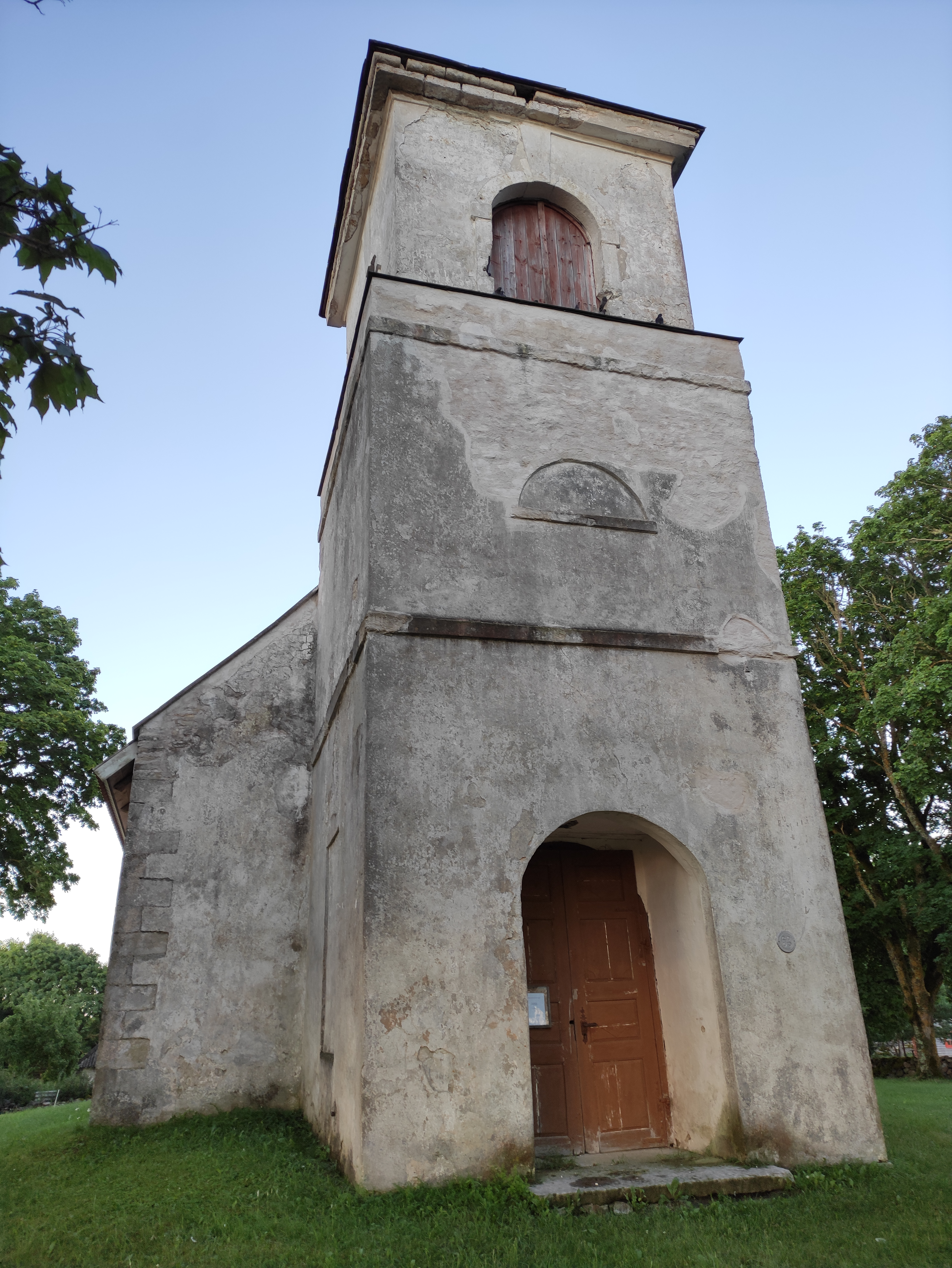